# Den Uyl is in den olie

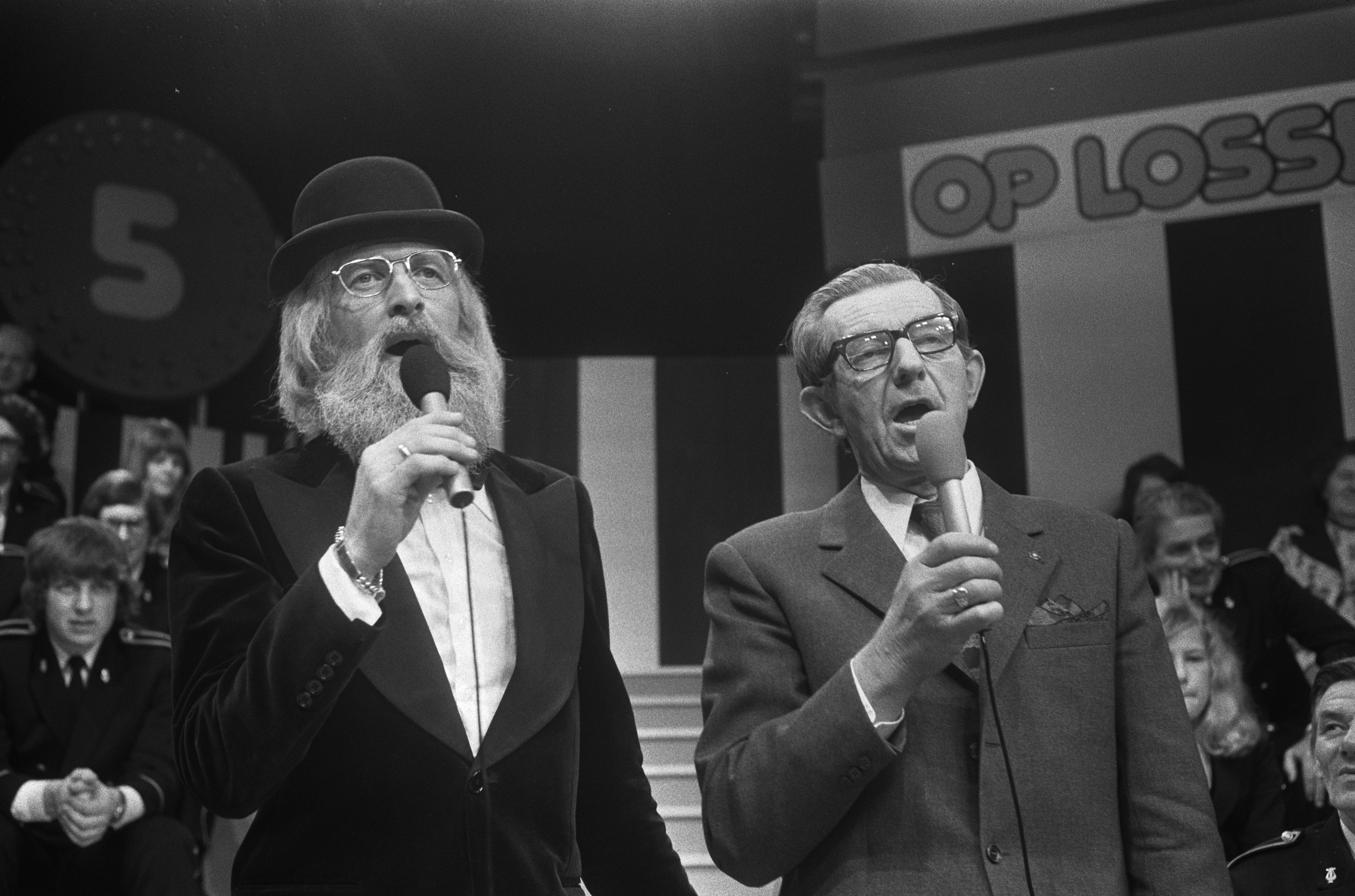
Boer Koekoek en Vader Abraham in 1974

Den Uyl is in den olie is een single die Vader Abraham samen maakte met Boer Koekoek. In de herfst van 1973 werd het duidelijk dat de Arabische landen de Westerse wereld probeerden klem te krijgen met een olieboycot. Nederland kreeg te maken met een staken van leveranties uit met name Koeweit. De boycot werd ingesteld nadat Nederland volgens de Arabische wereld te veel de kant van Israël had gekozen in de Jom Kipoeroorlog van 1973. Ook de bedekte steun die Henk Vredeling verleende in de vorm van wapens viel volledig verkeerd. Een ontkenning daarvan door het kabinet-Den Uyl mocht niet baten en de oliecrisis van 1973 was een feit. Autoloze zondagen moesten ingesteld worden om olie te behouden voor belangrijker zaken.
Pierre Kartner alias Vader Abraham zag er wel een carnavalshit in en nam samen met Hendrik Koekoek alias Boer Koekoek Den Uyl is in den olie op. Een andere hit uit die tijd was Kiele kiele Koeweit van Farce Majeure over hetzelfde thema. Een extra opmerking kreeg de regering van premier Joop den Uyl naar zijn hoofd geslingerd in het laatste couplet. In dezelfde tijd speelde de kwestie van het verbod op piratenzenders Radio Veronica en Radio Noordzee. Deze piratenzenders speelden veelvuldig de muziek van Kartner, terwijl op Hilversum 3 zijn muziek weinig gedraaid werd.
De melodielijn is van De uil zat in de olmen, een Nederlands kinderliedje dat enkele jaren eerder nieuw leven was ingeblazen door de Kabouterbeweging. Het wordt uitgevoerd door Vader Abraham en Zijn Goede Zonen.
Het nummer kwam op de eerste plaats in de Veronica Top 40 en de Daverende Dertig.

## Hitnoteringen

### Nederlandse Top 40
| Hitnotering: 26-01-1974 t/m 16-03-1974 | Hitnotering: 26-01-1974 t/m 16-03-1974 | Hitnotering: 26-01-1974 t/m 16-03-1974 | Hitnotering: 26-01-1974 t/m 16-03-1974 | Hitnotering: 26-01-1974 t/m 16-03-1974 | Hitnotering: 26-01-1974 t/m 16-03-1974 | Hitnotering: 26-01-1974 t/m 16-03-1974 | Hitnotering: 26-01-1974 t/m 16-03-1974 | Hitnotering: 26-01-1974 t/m 16-03-1974 | Hitnotering: 26-01-1974 t/m 16-03-1974 |
| Week:                                  | 1                                      | 2                                      | 3                                      | 4                                      | 5                                      | 6                                      | 7                                      | 8                                      |                                        |
| -------------------------------------- | -------------------------------------- | -------------------------------------- | -------------------------------------- | -------------------------------------- | -------------------------------------- | -------------------------------------- | -------------------------------------- | -------------------------------------- | -------------------------------------- |
| Positie:                               | 9                                      | 2                                      | 1                                      | 1                                      | 2                                      | 4                                      | 14                                     | 32                                     | uit                                    |

### NederlandseDaverende Dertig
| Hitnotering: 26-01-1974 t/m 09-03-1974 | Hitnotering: 26-01-1974 t/m 09-03-1974 | Hitnotering: 26-01-1974 t/m 09-03-1974 | Hitnotering: 26-01-1974 t/m 09-03-1974 | Hitnotering: 26-01-1974 t/m 09-03-1974 | Hitnotering: 26-01-1974 t/m 09-03-1974 | Hitnotering: 26-01-1974 t/m 09-03-1974 | Hitnotering: 26-01-1974 t/m 09-03-1974 | Hitnotering: 26-01-1974 t/m 09-03-1974 |
| Week:                                  | 1                                      | 2                                      | 3                                      | 4                                      | 5                                      | 6                                      | 7                                      |                                        |
| -------------------------------------- | -------------------------------------- | -------------------------------------- | -------------------------------------- | -------------------------------------- | -------------------------------------- | -------------------------------------- | -------------------------------------- | -------------------------------------- |
| Positie:                               | 14                                     | 2                                      | 2                                      | 1                                      | 3                                      | 5                                      | 16                                     | uit                                    |